# Aeroporto di Nagasaki
L'aeroporto di Nagasaki (長崎空港?, Nagasaki-kūkō) (IATA: NGS, ICAO: RJFU) è un aeroporto civile e militare situato a circa 18 km a nord est della città di Nagasaki nella prefettura omonima, in Giappone, su un'isola in parte artificiale di 1,54 km² realizzata appositamente nel mar Cinese orientale. Inoltre, è presente una struttura preesistente a uso militare sulla terraferma, con una pista di 1200 metri. L'aeroporto è designato come scalo di seconda classe, e offre anche un numero limitato di collegamenti internazionali.

## Storia
L'aeroporto inizialmente era presente solo sulla terraferma, sin dal 1923 come aerodromo militare, chiamato Aeroporto di Ōmura (大村空港).
L'attuale terminal e pista di 3000 metri sono stati aperti il 1º maggio 1975 su un'isola artificiale. In realtà, a differenza degli altri principali aeroporti realizzati su isole artificiali, come l'Aeroporto Internazionale del Kansai, l'Aeroporto di Kobe, l'Aeroporto di Kitakyūshū e l'Aeroporto Internazionale Chūbu Centrair, l'isola utilizzata dall'aeroporto di Nagasaki esisteva già (in una forma radicalmente differente) quando l'aeroporto venne realizzato. La sua costruzione richiese lo spianamento dell'isola e il suo allargamento, portandola da circa 0,9 a 1,5 km².
L'aeroporto è hub per la compagnia regionale Oriental Air Bridge, che unisce Nagasaki con alcune delle sue principali isole al largo.

## Collegamenti
L'aeroporto dispone di collegamenti su gomma a varie città della prefettura di Nagasaki, come Shimabara, Sasebo e la stessa Nagasaki. Inoltre lo scalo possiede un piccolo molo da dove partono alcuni traghetti per Togitsu, Nagayo e il parco a tema olandese di Huis ten Bosch.

## Statistiche
Questo grafico non è disponibile a causa di un problema tecnico.
Si prega di non rimuoverlo.
Vedi la query Wikidata di origine.